# Museum Barberini

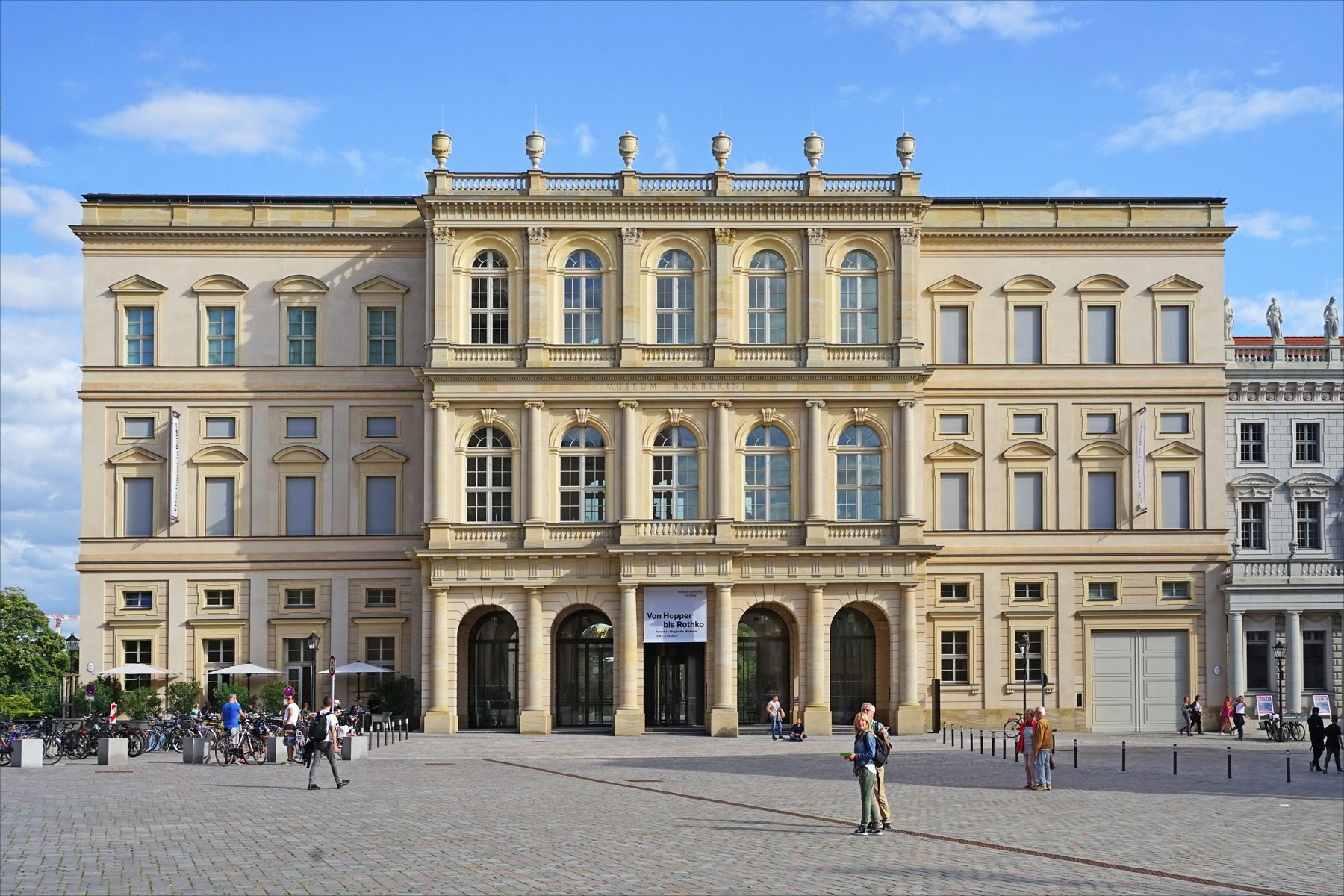
Museum Barberini

Museum Barberini, is een kunstmuseum met wisseltentoonstellingen, gefinancierd door de Hatto-Plattner-Stiftung, die in het leven werd geroepen door de  Duitse miljardair Hasso Plattner. Het gebouw is tussen 2014 en 2016 herbouwd, op de plek van het vroegere Barberini-paleis (Palast Barberini). Dit paleis aan de Alte Markt (Potsdam) was zwaar beschadigd na de Tweede Wereldoorlog en werd vlak daarna afgebroken. Het nieuw gebouwde museum is in het voorjaar van 2017 geopend.
Het voormalige barokke paleis werd ontworpen door Carl von Gontard in 1771-1772 voor Koning Frederik II van Pruisen en ook door Koning Frederik gefinancierd. Het Paleis is geïnspireerd op het renaissancepaleis Palazzo Barberini in Rome, waar zich de Gallerie Nazionali d'Arte Antica in bevindt.